# Sonate pour piano no 15 de Beethoven
La Sonate pour piano no 15 en ré majeur, opus 28, de Ludwig van Beethoven, fut composée en 1801, publiée en 1802 sous le titre de « Grande sonate pour le piano-forte » et dédiée au comte Joseph von Sonnenfels. L'éditeur Cranz lui donna le titre de sonate « Pastorale », à ne pas confondre avec la Symphonie du même nom.
Composée peu après la sonate « Clair de lune », la Sonate no 15 appartient à la période délicate où Beethoven prenait conscience de sa surdité débutante. Mais rien n'y paraît dans cette œuvre sereine. Le principe du bourdonnement du rondo final est déjà présent dans la coda des Sept danses WoO 11.

## Structure
Elle comporte quatre mouvements et son exécution dure environ 25 minutes :
1. Allegro, en ré majeur, à 
.
2. Andante, en ré mineur, à 
.
3. Scherzo : Allegro vivace, en ré majeur, à 
, suivi d'un trio en si mineur.
4. Rondo : Allegro ma non troppo, en ré majeur, à 
.

## Premier mouvement

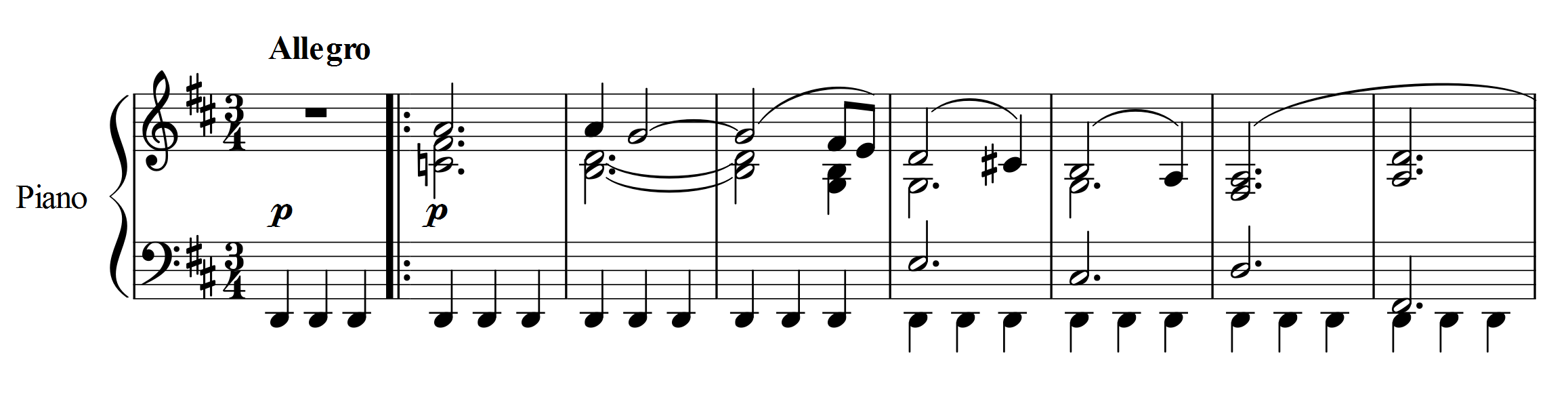
Les huit premières mesures du premier mouvement de l'opus 28.

La même note répétée de ré 1 en basso ostinato introduit ce mouvement et en occupe le quart sur près de 40 mesures - en partie placées dans les parties médianes. Le motif principal, qui descend sur une octave commence sur l'accord de septième de dominante et revient sous une forme ou une autre dans tous les parties.
Dans le développement, Beethoven introduit des thèmes intéressants, comme un mouvement à quatre voix avec en parallèle les voix de basse et les voix mélodiques, ainsi qu'une voix d'accompagnement en croches dans les parties centrales, un procédé repris par les romantiques, en particulier par Schubert. À la fin de l'exposition, une figure d'octave avec des accords de basse en staccato indique le scherzo.